# Shefa
Shefa är en provins i Vanuatu. Dess huvudstad är Port Vila. Den har en yta på 1 455 km2, och den hade 90 600 invånare år 2013.